# کلر ۵۹۳۸
سیارک ۵۹۳۸ (به انگلیسی: 5938 Keller، نامگذاری:1980FH2) پنج هزار و نهصد و سی و هشتمین سیارک کشف شده‌است که در ۱۶ مارس ۱۹۸۰ کشف شد.
قدر مطلق سیارک برابر ۱۴٫۱۰ است.